# Maurice Halna du Fretay
Pour les articles homonymes, voir Maurice Halna du Fretay et Halna du Fretay.
Maurice Halna du Fretay, né le 8 mai 1920 à Saint-Igneuc (ancienne commune intégrée aujourd'hui à Jugon-les-Lacs), dans les Côtes-d'Armor, disparu en mer le 19 août 1942, est un officier de l'armée de l'air et un résistant français, Compagnon de la Libération.

## Biographie
Issu d'une famille de la noblesse bretonne, il est le fils de Maurice-Jehan, baron Halna du Fretay, et de Marie-Noémie Fourtier-Rouget (née le 13 décembre 1891 à Saint-Brieuc), et l'arrière petit-fils de l'archéologue Maurice Halna du Fretay. Il suit des études au collège de Dinan. En 1937, il prend des cours de pilotage sur l'aérodrome de Dinan et obtient, au bout d'un an, son brevet de pilote d'avion privé puis celui de mécanicien-avion. Il s'achète d'ailleurs un Zlin XII de 45 ch, petit avion de tourisme tchèque.
Alors qu'il se prépare à suivre des études de droit à la faculté de Rennes, la guerre éclate, en septembre 1939. Un mois plus tard, il signe un pré-engagement dans l'armée de l'air. Élève pilote à l'École élémentaire de pilotage no 24 de Dinan puis, en avril 1940, élève navigant à Aulnat, il est démobilisé après l'armistice du 22 juin 1940 sans avoir pu participer à la défense de son pays.
De retour chez lui le 25 août 1940, il quitte la France occupée à bord de son avion personnel, un ZLIN-XII tchécoslovaque, caché, démonté, dans la propriété familiale, le manoir de Ranléon ; il le remonte clandestinement et décolle de l'allée du manoir, en compagnie d'un officier de la Légion et atterrit à Dorchester (Angleterre) le 15 novembre 1940.
Engagé dans les Forces aériennes françaises libres après un passage à la Patriotic School, il suit un stage à la 51 Operational Training Unit, avant d'être affecté dans le 607 Squadron de la Royal Air Force, avec lequel il accomplit sa première mission le 27 novembre 1941.
Affecté au 174 Squadron au printemps 1942, il effectue de nombreuses missions au-dessus de la France. Il est décoré de la croix de l'ordre de la Libération le 1er février 1942. En août 1942, son escadrille assure la couverture aérienne de l'opération Jubilee, organisant un débarquement allié à Dieppe. Au retour de l'opération, vers 14 heures, son Hawker Hurricane IIc disparaît en mer, le même jour que son squadron leader, Émile « François » Fayolle. Son corps n'a jamais pu être retrouvé. Sur la carlingue de son Hurricane, il avait fait inscrire les devises : « Breizh dalc'h mad » (« Bretagne, tiens bon ! ») et « Kentoc'h mervel » (« Plutôt la mort », début de la devise « Plutôt la mort que la souillure »).

Blason des Halna du Fretay

## Décorations
- Chevalier de la Légion d'honneur
- Compagnon de la Libération par décret du 01 Février 1941[6]
- Croix de guerre 1939–1945 avec palme
- Médaille de la Résistance française avec rosette par décret du 11 mars 1947[7]
- Médaille des évadés
- Ordre de l'Empire britannique à titre militaire

### Sources principales
- Notice du site de l'ordre de la Libération
- Lozac'h, Petit lexique de la Deuxième Guerre mondiale en Bretagne, éditions Keltia Graphic, Spézet, 2005.